# Lamy
Lamy és una concentració de població designada pel cens dels Estats Units a l'estat de Nou Mèxic. Segons el cens del 2000 tenia 137 habitants.

## Demografia
Segons el cens del 2000, Lamy tenia 137 habitants, 55 habitatges, i 33 famílies. La densitat de població era de 48,5 habitants per km².
Dels 55 habitatges en un 40% hi vivien nens de menys de 18 anys, en un 49,1% hi vivien parelles casades, en un 10,9% dones solteres, i en un 38,2% no eren unitats familiars. En el 29,1% dels habitatges hi vivien persones soles el 9,1% de les quals corresponia a persones de 65 anys o més que vivien soles. El nombre mitjà de persones vivint en cada habitatge era de 2,49 i el nombre mitjà de persones que vivien en cada família era de 3,18.
Per edats la població es repartia de la següent manera: un 27,7% tenia menys de 18 anys, un 10,2% entre 18 i 24, un 26,3% entre 25 i 44, un 28,5% de 45 a 60 i un 7,3% 65 anys o més.
L'edat mediana era de 34 anys. Per cada 100 dones de 18 o més anys hi havia 98 homes.
La renda mediana per habitatge era de 43.333 $ i la renda mediana per família de 27.083 $. Els homes tenien una renda mediana de 25.568 $ mentre que les dones 0 $. La renda per capita de la població era de 16.765 $. Aproximadament el 17,5% de les famílies i el 20,5% de la població estaven per davall del llindar de pobresa.

## Poblacions més properes
El següent diagrama mostra les poblacions més properes.